# Замок Ленценберг
Замок Ленценберг (Ленценбург, нем. Lenzenberg (Lenzenburg) — замок Тевтонского ордена в 1240—1260. Резиденция фогта Натангии и Вармии Вольрада Мирабилиса. В нём Вольрад сжёг местную прусскую знать в 1260.

## Прусское укрепление
Ленценберг был прусским укреплением, захваченным орденом (по другим источникам, добровольно сданным) около 1240 года. Располагалось на мысе высотой до 30 м, выступающем в Калининградский залив. У Ленценберга проходила граница земель Натангия и Вармия. Во время первого восстания пруссы осадили Ленценберг в 1246, взяли и разрушили.

## Резиденция фогта
После подавления восстания орден восстановил замок. Это было деревоземляное укрепление, защищенное с трех сторон крутым обрывом, а от побережья отделенное глубоким рвом. Поверх земляного вала выстроили палисад. На площадке, имеющей уклон в сторону залива (приблизительно 78x40 м), были построены деревянные блокгаузы для гарнизона и помещение для фогта Натангии. На протекающем в овраге с востока ручье, видимо, возвели мельницу.

## Сожжение пруссов
В 1260 году фогт Натангии и Вармии Вольрад по прозвищу Мирабилис (достойный удивления) узнал о готовящемся восстании пруссов. Он пригласил к себе на встречу местных вождей и после пира, когда пруссы заснули, приказал запереть их и поджечь. Вместе с пруссами сгорел и замок. После этого события Ленценбург больше не восстанавливался.
Петр из Дуйсбурга:
В то время, когда пруссы подозревались в вероотступничестве, брат Вольрад, фогт Наттангии и Вармии, называемый Вольрад Достойный удивления (и так оно и было), присутствовал на пиру с нобилями упомянутой земли в замке Ленценберг, и вскоре кто-то потушил свет и набросился на брата Вольрада и непременно убил бы его, не будь он вооружен. Когда после зажгли свет, он показал на разорванную одежду и спросил у нобилей, чего заслуживает такой убийца. Все ответили, что он заслуживает быть сожженным. В другой раз этот же брат Вольрад пригласил в тот же замок многих нобилей, бывших там в прошлый раз, и, когда, захмелев, они стали перешептываться, сговариваясь убить его, он вышел и, заперев ворота, дотла сжег упомянутых нобилей вместе с замком.

Николай фон Ерошин:
В это время братья вынуждены были бояться прусов, которые отпали от веры и совершали гонения на христиан. Когда их заподозрили в таких злодеяниях, тогда в Натангию (Natangen) и Вармию (Ermland) направили брата Вальрада к смотрителю, которого называли Чудаковатый (Wunderlich). Это имя действительно подходило его характеру, так как достаточно наслушались причуд, которые он то здесь, то там творил. Один раз собрался было смотритель, как он это любил, устроить пир и для этого пригласил из любезности лучших мужей этой земли в замок Ленценбург. Когда они расселись и уже разговаривали друг с другом, то один из них устроил так, что погас свет. В страшном подозрении они стали резать и колоть смотрителя и убили его на месте, так как смотритель этого не предвидел и не надел доспехи. Когда вскоре снова зажгли свет, то увидели смотрителя, исколотого со всех сторон и с порезанной одеждой. Гости стали говорить о наказании, которое должен будет понести за свой проступок вероломный убийца. Все единодушно сошлись во мнении, что его вина по праву требует его сжечь. После этого брат Вальрад пригласил в замок еще больше людей, чем их было до этого и всего было вдосталь. Когда они уже выпили очень много, они начали потихоньку сговариваться, чтобы убить его. Когда он услыхал это, то ему пришлось убежать от гостей и закрыть накрепко дверь. Он разложил огонь и сжег всех гостей и замок в придачу. Вот таков был конец этого пира.

В первой половине XIX века история сожжения пруссов в замке Ленценбург неоднократно излагалась в художественной форме немецкими писателями.

## Современное состояние
До 1945 территория замка относилась к поместью Коршенру западнее Бранденбурга (северо-восточнее посёлка Ладыгино). По состоянию на 2000 год на обрывистом берегу сохранилась заросшая деревьями и кустарниками площадка. Можно также определить местонахождение остатков рва и распаханный вал высотой не более 2 метров. Имеются промоины в сторону залива. Между холмом и заливом находится болото. Со времен Второй мировой войны на остатках вала сохранились окопы с землянками, а на площадке крепости остатки блиндажей.